# Andrew Bynum
Andrew Bynum (* 27. Oktober 1987 in Plainsboro, New Jersey) ist ein ehemaliger US-amerikanischer Basketballspieler, der von 2005 bis 2014 in der NBA aktiv war, die meiste Zeit davon bei den Los Angeles Lakers.

## Karriere

### High School
Bynum wechselte die High School insgesamt drei Mal. Zuerst spielte er für die Windsor-Plainsboro High School, dann ging er für die Solebury School in New Hope, Pennsylvania, auf Punktejagd. Nachdem er durch seine Leistungen auf sich aufmerksam machte, folgte er einer Offerte der St. Joseph High School in Metuchen, New Jersey, um seinen Bekanntheitsgrad weiter zu steigern.

### NBA

#### Los Angeles Lakers (2005–2012)
Nach einer erfolgreichen letzten High-School-Saison entschied sich Bynum 2005, auf Erfahrungssammlung am College zu verzichten und sich stattdessen für den NBA Draft anzumelden. Die Los Angeles Lakers verpflichteten ihn mit dem 10. Pick des NBA-Drafts 2005. Bynum wurde bei seinem Debüt im Trikot der Lakers mit 18 Jahren und 6 Tagen zum jüngsten NBA-Spieler aller Zeiten und wird dies voraussichtlich bleiben, da die NBA im Jahr 2007 das Alterslimit für Spieler auf 19 Jahre angehoben hatte.
Nach einer durchwachsenen Rookie-Saison steigerte er sich in seinem zweiten Jahr auf durchschnittlich 7,8 Punkte, 5,9 Rebounds und 1,6 Blocks in nur 21 Minuten.
Die Saison 2007/08 wird als sein sogenanntes „Breakout year“ eingestuft, er verbesserte sich in allen Bereichen des Spiels stark und stellte Karrierebestwerte in sämtlichen Kategorien auf. Vor allem im Reboundverhalten zeigte er sich stark verbessert und auch seine „Post-Moves“ waren nun zahlreicher. Sein bestes Spiel, in dem er 42 Punkte und 15 Rebounds markierte, machte Bynum am 21. Januar 2009 gegen die Los Angeles Clippers. Am 14. Januar 2008 im Spiel gegen die Memphis Grizzlies verletzte er sich am Knie und musste die restliche Saison so wie die gesamten Play-offs zuschauen.
Ende August 2008 erholte sich der junge Center von seiner Verletzung und war zu Beginn der Saison 2008/09 wieder fit. Auch durch Bynum und sein sofort gutes Zusammenspiel mit Frontcourt-Partner Pau Gasol legten die Lakers den besten Saisonstart aller NBA-Teams hin. Im Januar 2009 verletzte sich Bynum wieder gegen die Memphis Grizzlies am rechten Knie, als Team-Kollege Kobe Bryant gegen Bynum auf den Boden stürzte. Er musste 33 Spiele pausieren, kehrte aber im April 2009 rechtzeitig zu den Play-offs in den Kader zurück. Das Team zog ins Finale ein und gewann die NBA-Meisterschaft gegen die Orlando Magic mit 4:1.
In der darauf folgenden Saison 2009/10 legte Bynum etwa dieselben Werte auf wie in den Spielzeiten zuvor. Ebenso zeigte er sich wieder verletzungsanfällig: Er hatte Schulter- und in den Play-offs wieder Knieprobleme. Allerdings ließ Bynum sich nicht operieren, was ein wichtiger Faktor für die Lakers war, um im Finale gegen die Boston Celtics mit 4:3 den Titel erneut zu gewinnen. In den Play-offs 2011 schied er mit den Lakers frühzeitig in der 2. Runde gegen die Dallas Mavericks nach einer 0:4 Serie aus. In der Schlussphase des vierten Spiels wurde er nach einem unsportlichen Foul an J. J. Barea des Feldes verwiesen und nachträglich für fünf Spiele der kommenden Saison gesperrt. Aufgrund des NBA-Lockouts wurde die Sperre nachträglich auf vier Spiele reduziert.
In der Saison 2011/12 wurde er erstmals ins All-Star-Game berufen, bei dem er sogar in der Starting Five des Westens war. Bynum galt zu diesem Zeitpunkt als bester NBA-Center neben Dwight Howard. Für die Lakers erzielte er Karrierebestwerte von 18,7 Punkte und 11,8 Rebounds pro Spiel sowie 1,9 Blocks. In den Play-offs brach er Kareem Abdul-Jabbars Teamrekord von 9 Blocks in einem Spiel gegen die Denver Nuggets, als er 10 Würfe abwehrte und zudem mit 10 Punkten und 13 Rebounds ein Triple-Double erzielte.

##### Philadelphia 76ers (2012–2013)
Am 10. August 2012 wechselte Bynum im Rahmen eines Vier-Team-Trades zu den Philadelphia 76ers. Im Gegenzug wechselte unter anderem Dwight Howard zu den Lakers und Andre Iguodala zu den Denver Nuggets. Für die 76ers spielte er jedoch kein einziges Spiel, da er mit Knieproblemen die gesamte Saison 2012/13 ausfiel. Die 76ers verzichteten daraufhin, Bynum einen neuen Vertrag anzubieten.

##### Cleveland Cavaliers (2013–2014)
Im Laufe des Sommers 2013 erhielt Bynum verschiedene Angebote von Teams aus der NBA. Er selbst weigerte sich jedoch, ein Probetraining bei einem interessierten Team zu absolvieren, da er kein Verletzungsrisiko vor der Saison eingehen wolle. Schließlich einigte er sich mit den Cleveland Cavaliers auf einen Vertrag bis 2015. Den Start der Saison verpasste Bynum jedoch erneut, da er seine Reha noch nicht beendet hatte. Ende November kehrte Bynum schließlich aufs Parkett zurück und absolvierte seine ersten Spiele für die Cavs. Ende Dezember wurde er jedoch vom Club suspendiert, da er zuvor negativ aufgefallen war. Unter anderem soll er nicht wie gewünscht trainiert haben und Anweisungen der Coaches missachtet haben. Anfang Januar 2014 transferierten die Cavaliers Bynum zu den Chicago Bulls, im Gegenzug wechselte Forward Luol Deng nach Cleveland. Bei den Bulls wurde Bynums Vertrag umgehend per Option aufgelöst, ohne Trainings- oder Spieleinsatz.

##### Indiana Pacers (2014)
Im Februar 2014 wurde Bynum von den Indiana Pacers als Backup für ihren Stammcenter Roy Hibbert verpflichtet. Der Vertrag war vorerst bis zum Ende der Saison garantiert. Bynum absolvierte zwei Saisonspiele für die Pacers, ehe er sich erneut am Knie verletzte und für den Rest der Saison ausfiel. Sein Vertrag wurde von den Pacers nicht mehr verlängert.

## Wissenswertes
- Um sein Offensivspiel zu verbessern, stellten ihm die Los Angeles Lakers die Hilfe des NBA All-Time-Leading-Scorers, Kareem Abdul-Jabbar, zur Verfügung, welcher dieses Engagement in der Off-Season 2009 aber beendete.
- Den Spitznamen „Socks“ gaben ihm seine Mitspieler in seiner Anfangszeit in der NBA, da er zu diesem Zeitpunkt noch keine Badeschuhe besaß und deshalb in Socken duschte.

## Erfolge und Auszeichnungen
- 2× NBA Champion: 2009, 2010
- 1× NBA All-Star: 2012
- All-NBA Second Team: 2012